# Ustawodawstwo antymonopolowe
Ustawodawstwo antymonopolowe (ustawodawstwo antytrustowe) – regulacje prawne mające na celu ograniczenie stosowania praktyk monopolistycznych.
Cele ustawodawstwa antymonopolowego:
1. Ochrona wolności gospodarczej – ma to przede wszystkim na celu umożliwienie małym firmom swobodnego wchodzenie na rynek, przetrwanie i prosperowanie w przyszłości.
2. Kontrola siły przedsiębiorstw, zarówno gospodarczej, jak i politycznej, która może być wykorzystywana do wywierania wpływów na politykę, jak i ograniczania demokracji gospodarczej.
3. Zwiększenie efektywności alokacyjnej.

Punkt trzeci jest o tyle ważny, iż większa efektywność alokacyjna oznacza z reguły większą efektywność produkcyjną. Ograniczoną efektywność alokacyjną powodować mogą między innymi: zmowy cenowe, ustalanie limitów produkcji, bądź też inne porozumienia, których celem jest zwalczanie konkurencji. Także fuzje i przejęcia prowadzić mogą do monopolu. Wykorzystywanie warunków monopolu, poprzez nadużywanie dominującej pozycji jest kolejną przyczyną nieefektywności alokacyjnej. Poprzez tworzenie barier wejścia na rynek, czy ustalanie niskich cen liderzy umacniają swoją pozycję na rynku. Niejednokrotnie zwiększają oni także własne możliwości produkcyjne.
Ustawodawstwo antymonopolistyczne bada z reguły każdy przypadek osobno, ponieważ w analizie praktyk antymonopolistycznych bardzo trudne jest przyjęcie jednolitych kryteriów. Po raz pierwszy określiła je Ustawa Shermana z 1890 roku w Stanach Zjednoczonych. Niemal wszystkie światowe ustawy tego typu wzorowane były właśnie na tym amerykańskim dokumencie. Z czasem zezwolono jednak na porozumienia wspierające postęp techniczny lub sprzyjające poprawie produkcji.
W Polsce obowiązuje obecnie ustawa z 16 lutego 2007 r. o ochronie konkurencji i konsumentów (Dz.U. z 2024 r. poz. 1616).